# Старокузнецовский
Старокузнецо́вский — хутор в Семикаракорском районе Ростовской области.
Входит в состав Золотаревского сельского поселения.

## География
Хутор расположен на правом берегу Садковского канала.

## Население
| 2010 |
| ---- |
| 132  |

## Улицы
- пер. 1-й,
- ул. Садовая,
- ул. Школьная.